# شتروفنهوتن
شتروفنهوتن (به آلمانی: Struvenhütten) یک شهر در آلمان است که در زگه‌برگ واقع شده‌است. شتروفنهوتن ۱٬۰۰۵ نفر جمعیت دارد.